# Гільмар Мозер
Гільмар Герман Мозер (нім. Hilmar Hermann Moser; 5 листопада 1880 — 11 липня 1968) — німецький офіцер, групенфюрер СС і генерал-лейтенант вермахту.

## Біографія
Син пастора Ернста Роберта Мозера і його дружини Кароліни Марії Терези, уродженої Окколовіц. В 1902 році вступив в 40-й піший артилерійський полк. Учасник Першої світової війни. Після демобілізації армії залишений в рейхсвері. З 4 травня 1920 року служив в 4-му артилерійському полку, з квітня 1923 року — командир 1-ї батареї. У 1928 переведений в штаб командування 1-ї групи військ, потім командував 3-м дивізіоном 3-го артилерійського полку. З 1 лютого 1932 року — комендант артилерійського полігону в Ютербогу. 30 липня 1937 року вийшов у відставку. У 1937 вступив в НСДАП (квиток № 5 981 943), 3 вересня 1938 року — в СС (посвідчення №309 713). З 11 вересня 1938 року — почесний член штабу рейхсфюрера СС. З 2 березня по серпень 1939 року — інспектор орденських замків НСДАП. 
23 серпня 1939 року призваний на службу і 26 серпня призначений командиром 45-го запасного артилерійського полку. В кінці 1939 року переведений на посаду командувача дивізійним штабом по формуванню (Відень), а потім був призначений керівником підготовки офіцерських кадрів в 17-му військовому окрузі. З 24 червня 1941 року — комендант 372-ї старшої польової комендатури. З 10 травня 1944 року — військовий комендант Любліна і Люблінського укріпрайону. В ході Люблінсько-Брестської операції німецьке угрупування було розгромлене, а 24 липня частини радянської 2-ї танкової армії захопили Люблін. Наступного дня Мозер із залишками гарнізону здався в полон. Отримавши звістку про здачу Любліна, Генріх Гіммлер розжалував Мозера в манни, а 12 жовтня виключив з лав СС.
В серпні 1945 року Лаврентій Берія включив Мозера в список імовірних підсудних на Нюрнберзькому процесі. 26 травня 1946 року переданий польській владі. В грудні 1953 року переданий владі ФРН і звільнений.

## Звання
- Фанен-юнкер (2 березня 1903)
- Лейтенант (18 серпня 1903; патент від 19 серпня 1902)
- Оберлейтенант (18 серпня 1911)
- Гауптман (8 листопада 1914)
- Майор (1 травня 1925)
- Оберстлейтенант (1 лютого 1930)
- Оберст (1 лютого 1933)
- Генерал-майор (1 листопада 1935)
- Манн СС (3 вересня 1938)
- Оберфюрер СС (11 вересня 1938)
- Генерал-майор до розпорядження (1 листопада 1938)
- Генерал-майор (1 лютого 1942)
- Генерал-лейтенант (1 квітня 1942)
- Бригадефюрер СС (9 листопада 1943)
- Групенфюрер СС (20 квітня 1944)

## Нагороди
Отримав численні нагороди, серед яких:
- Залізний хрест 2-го і 1-го класу
- Орден «За заслуги» (Баварія) 4-го класу з мечами
- Орден Альберта (Саксонія), лицарський хрест 1-го класу з мечами
- Орден дому Саксен-Ернестіне, лицарський хрест 1-го класу з мечами
- Медаль Карла-Едуарда 2-го класу з мечами і датою
- Хрест «За військові заслуги» (Австро-Угорщина) 3-го класу з військовою відзнакою і золотою застібкою
- Орден «Османіє» 3-го ступеня (Османська імперія)
- Галліполійська зірка (Османська імперія)
- Орден «За хоробрість», офіцерський хрест (Третє Болгарське царство)
- Медаль Червоного Хреста (Болгарія)
- Нагрудний знак «За поранення» в чорному
- Почесний хрест ветерана війни з мечами
- Медаль «За вислугу років у Вермахті» 4-го, 3-го, 2-го і 1-го класу (25 років)
- Почесна шпага рейхсфюрера СС
- Кільце «Мертва голова»
- Лідер воєнної економіки
- Хрест Воєнних заслуг 2-го і 1-го класу з мечами